# Geografia Indii

Mapa fizyczna Indii

Indie są jednym z największych państw Azji, znajdującym się w Azji Południowej nad Oceanem Indyjskim. Terytorium kraju obejmuje cały Półwysep Indyjski zwany Dekanem wraz z nasadą, przyjmując kształt spłaszczonego od północy czworoboku.

## Powierzchnia, położenie i granice
Powierzchnia – 3 287 262 km²
Położenie – Azja Południowa nad Oceanem Indyjskim, od północy ograniczone masywem Himalajów, od wschodu Zatoką Bengalską, a od zachodu Morzem Arabskim.
Skrajne punkty – północny 37°06′N, południowy 8°04′N, zachodni 68°07′E, wschodni 97°25′E. Rozciągłość południkowa wynosi 3200 km, a równoleżnikowa 2800 km.
Indie graniczą z następującymi państwami:
- Pakistan – 2912 km
- Chiny – 3380 km
- Nepal – 1690 km
- Bhutan – 605 km
- Mjanma – 1463 km
- Bangladesz – 4053 km
- poprzez wody terytorialne, Indie graniczą od południa ze Sri Lanką.

Linia brzegowa – 7001 km

## Ukształtowanie poziome

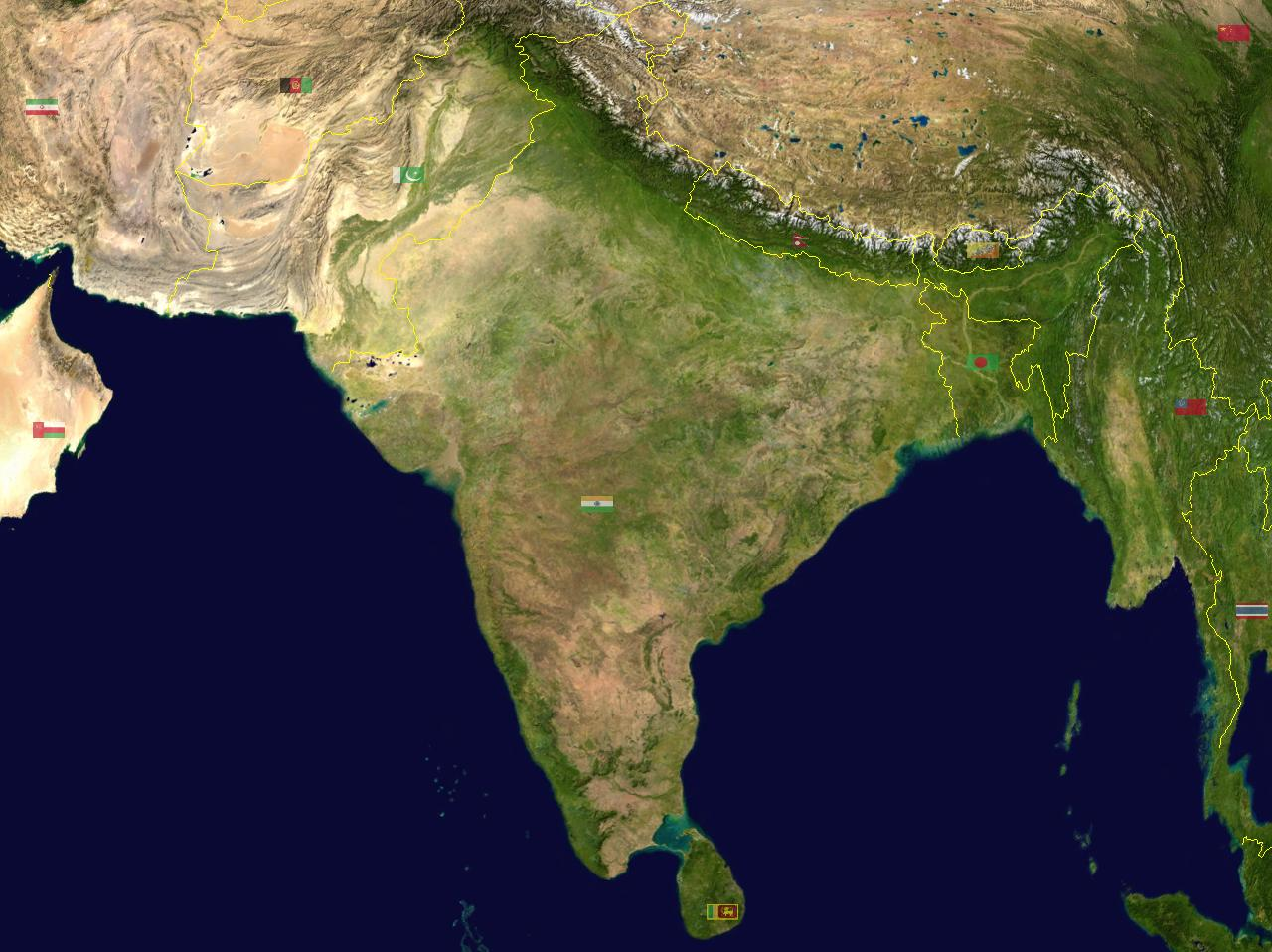
Obszar Indii widziany z kosmosu.

Indie dzielą się na trzy podstawowe jednostki strukturalne. Są to: Półwysep Indyjski, Nizina Hindustańska na północnym wschodzie kraju i pas młodych łańcuchów górskich, ciągnący się od Karakorum, przez Himalaje po góry Mizo na pograniczu z Mjanmą.
Linia brzegowa kraju jest mało urozmaicona. U zachodniej nasady Półwyspu Indyjskiego położone są dwa mniejsze półwyspy, są to: Kaććh i Kathijawar rozdzielone zatokami: Kaććh i Kambajską. Wybrzeże Morza Arabskiego, zwane w południowej części Wybrzeżem Malabarskim ciągnie się prawie po linii prostej. Niewielkie zatoki na tym wybrzeżu uformowały się jedynie przy lejkowatych ujściach rzek. Południowa część wybrzeża Morza Arabskiego jest klifowa, w centralnej części występują plaże, a na północy ciągnie się wybrzeże riasowe.
Od Cejlonu, Indie oddziela cieśnina Palk, oraz sąsiadujące z nią zatoki: Mannar od południa i Palk od północy. Pomiędzy Cejlonem, na którego terytorium znajduje się Sri Lanka, a Indiami ciągnie się łańcuch niewielkich wysp, który jest naturalnym połączeniem tych krajów. Łańcuch tych wysp nazywa się Mostem Adama. Linia brzegowa Zatoki Bengalskiej jest nieco bardziej rozwinięta. Wybrzeże Koromandelskie, bo tak jest nazywany ten odcinek linii brzegowej Indii, urozmaicają delty wielkich rzek takich jak Ganges i Brahmaputra, z setkami drobnych wysepek. Poza nimi wybrzeże urozmaicają liczne mierzeje i laguny.

## Budowa geologiczna

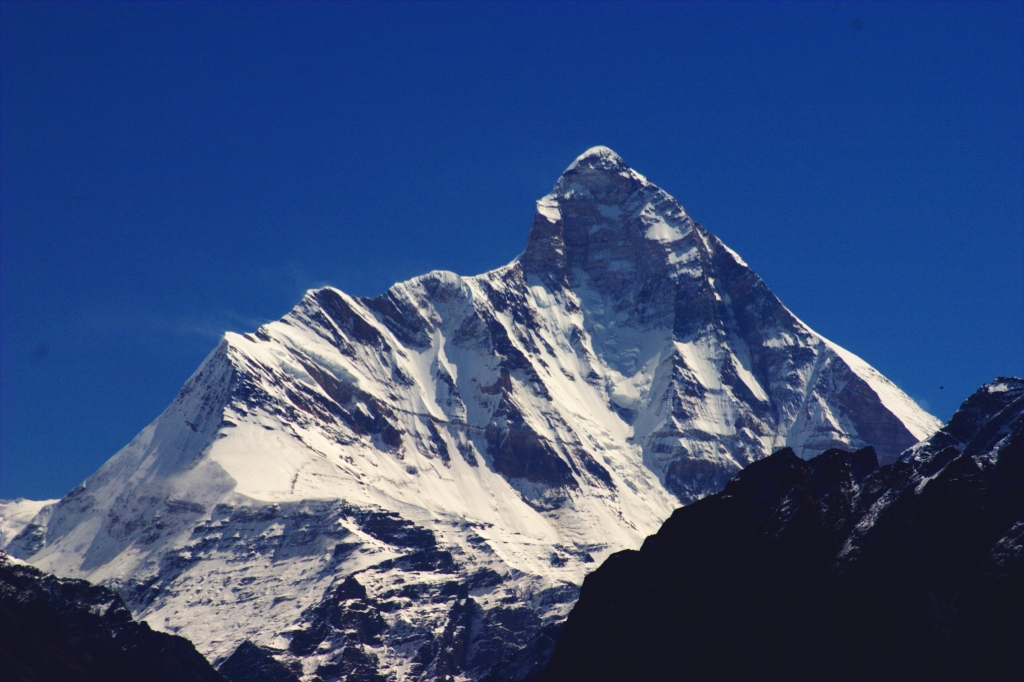
Himalaje

Płaskowyż Dekan, który zajmuje większą część Indii, buduje krystaliczna tarcza pochodząca z prekambru. Tarcza ta jest dawnym fragmentem prastarego kontynentu Gondwany. Od okresu trzeciorzędowego obszar ten przesuwa się w kierunku północnym, czego efektem jest wypiętrzenie się najwyższych gór świata – Himalajów.
Obszar Dekanu jest zbudowany głównie z gnejsów, łupków, kwarcytów i piaskowców. Utwory prekambryjskie wychodzą na powierzchnię ziemi w całej południowej i wschodniej części wyżyny. Północno-wschodnia część wyżyny oraz doliny rzek Mahanadi i Godawari reprezentują utwory paleozoiczne, na które składają się piaskowce i łupki z bogatymi pokładami węgla. Północno-zachodnia część Dekanu oraz półwysep Kathijawar są zajęte przez rozległe pokrywy bazaltowe, które są pozostałością wylewów lawy w początkowym okresie orogenezy alpejskiej. Podczas alpejskich ruchów górotwórczych doszło także do ponownego wydźwignięcia zewnętrznych fragmentów wyżyny Dekanu. Utworzone zostały wtedy takie pasma jak Ghaty.
Nadbrzeżne niziny, które otaczają wyżynę dekańską są zbudowane z osadów aluwialnych. Nizina Hindustańska, która uformowała się w obniżeniu tektonicznym, wypełniła się od trzeciorzędu osadami aluwialnymi. Osady te były znoszone z Himalajów i wytworzyły rozległy pas nizin.
Himalaje zbudowane są głównie z utworów prekambryjskich i paleozoicznych, na które składają się łupki i granity. Główne wypiętrzenie nastąpiło w oligocenie. Obecnie wciąż góry te ulegają wypiętrzeniu.

## Rzeźba

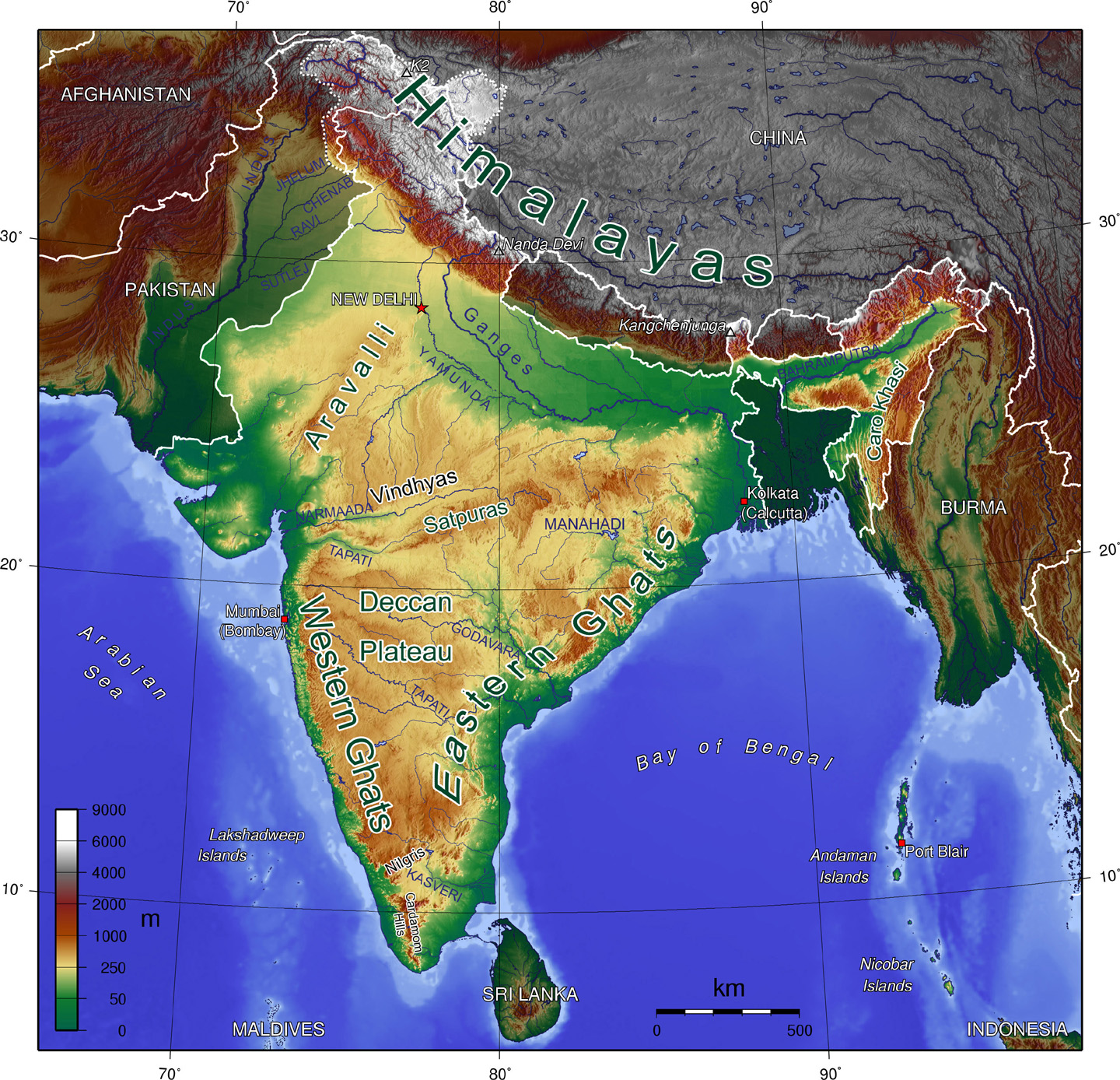
Pasma górskie Indii

Indie są w większości krajem wyżynnym, gdzie trzon stanowi wyżyna Dekanu. Jest to obszar, którego średnia wysokość nad poziomem morza waha się od 600 do 900 m. Wyżynę otaczają niziny nadbrzeżne, które są bardzo wąskie, do 80 km. Jedynie we wschodnim pasie nadbrzeżnym tereny nisko położone są bardziej rozległe i sięgają do 200 km w głąb lądu. Ponad powierzchnię wyżyny wznoszą się silnie zerodowane góry ostańcowe (Arawali do wysokości 1721 m n.p.m.) i płaskowyże (wyżyna Ćhota Nagpur Pathar – wysokość do 1366 m n.p.m.).
Między wyżyną Dekan i położonymi w północnej części kraju Himalajami rozciąga się płaska, aluwialna Nizina Hindustańska obejmująca Nizinę Indusu, Nizinę Gangesu i Nizinę Brahmaputry zwaną również Kotliną Asamu. Jej średnia wysokość wynosi od około 300 m n.p.m. w części zachodniej (dział wodny dorzeczy Indusu i Gangesu) do kilkudziesięciu metrów w części środkowej i kilku metrów w delcie Gangesu i Brahmaputry.
Himalaje wznoszą się trzema stopniami ponad Nizinę Hindustańską. Pierwszy stopień stanowią góry Śiwalik których wysokość waha się od 800 do 1200 m n.p.m. Drugi stopień to Himalaje Małe, które wznoszą się na 2500 do 3000 m n.p.m. z Kotliną Kaszmirską. Trzeci – tworzą Wysokie Himalaje, z najwyższym szczytem – Kanczendzonga (8586 m n.p.m.) znajdującym się na granicy Indii z Nepalem.

## Klimat

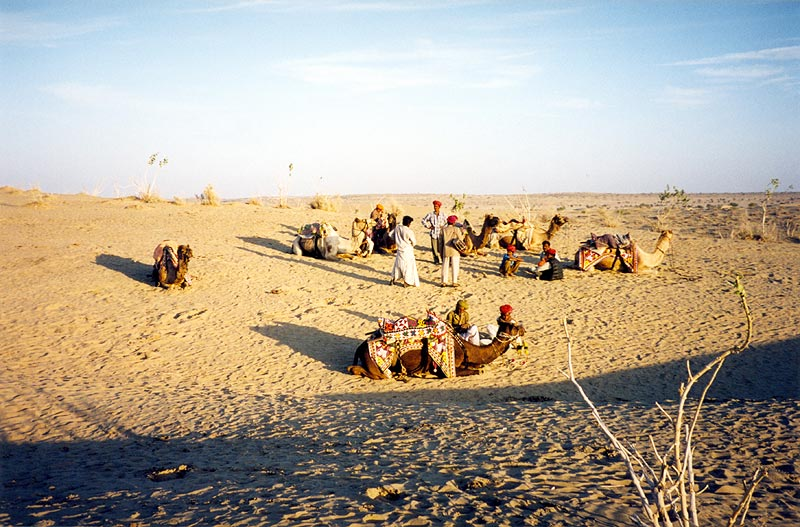
Pustynia Thar

Indie w większości swojego terytorium znajdują się w strefie klimatu zwrotnikowego, jedynie na obszarach Himalajów i Karakorum oraz wewnątrz Dekanu panuje klimat podzwrotnikowy. Większa część Indii leży w monsunowej odmianie klimatu, gdzie główną jego cechą są cykliczne wiatry, wiejące w okresie letnim od strony oceanu, w zimowym od strony lądu azjatyckiego. Południe i południowo-zachodnia część kraju cechuje się wilgotną odmianą klimatu zwrotnikowego. Tereny górzyste charakteryzują się piętrowością klimatyczną, gdzie w najwyższych partiach gór panują całoroczne mrozy. Na pustyni Thar w północno-zachodnich Indiach klimat jest skrajnie suchy.
Monsunowa cyrkulacja powietrza odznacza się znaczną regularnością, co determinuje układ pór roku. Monsun letni, południowo-zachodni zaczyna się mniej więcej na początku czerwca, a na początku lipca obejmuje cały kraj. Okres tego monsunu trwa do połowy września i na jego okres przypada 70% wszystkich opadów. Ilość opadów rocznych jest silnie zróżnicowana: od poniżej 100 mm we wschodniej części Karakorum i na pustyni Thar, 300–500 mm w środkowej części Dekanu, do ponad 3000 mm na zachodnich stokach Ghatów Zachodnich i do około 11 000 mm na południowych stokach płaskowyżu Śilong. Okres monsunu, gdy wiatry wieją od strony północno-wschodniej, zaczyna się w październiku, a kończy w maju. Jest to czas najmniejszych opadów deszczu, gdy wiatry nad większość powierzchni Indii, przynoszą suche kontynentalne powietrze.
Indie należą do strefy klimatów gorących z wyjątkiem terenów górzystych i pustynnych. Góry Karakorum, zwłaszcza Himalaje stanowią skuteczną zaporę dla chłodnych mas powietrza z Syberii, które w normalnych warunkach mogłyby dotrzeć co najmniej do północnych Indii. Zimy w kraju są łagodne, zwłaszcza na południu kraju. Temperatury oscylują od 10–15 °C na pustyni Thar, 15–20 °C w regionie stolicy kraju i Niziny Hindustańskiej, do 20–25 °C na południu kraju. W okresie kwiecień-maj w Indiach panują największe upały, gdzie temperatura w dzień przekracza 40 °C. Średnie wartości utrzymują się na poziomie 30–35 °C. Na pustyni Thar panują warunki termiczne podobne do tych jakie są na Saharze. Wraz z nastaniem monsunu letniego, temperatury gwałtownie obniżają się. W górach Karakorum i Himalajach jest zimno przez cały rok, w okresie zimowym, w najwyższych partiach gór temperatury spadają nawet do –40 °C.

## Wody
Niemal całe Indie należą do zlewiska Oceanu Indyjskiego, a wyjątek stanowi jedynie centrum pustyni Thar w zachodnim Radżastanie, które jest obszarem bezodpływowym.
Największym systemem rzecznym jest rzeka Ganges, długa na 2510 km. Ganges będący świętą rzeką dla wyznawców hinduizmu, wypływa z lodowca Gangotri w Himalajach. Rzeka ta tworzy rozległy system wodny, wraz z dopływami spływającymi przede wszystkim z Himalajów. Ganges płynie w kierunku południowo-wschodnim przez Nizinę Hindustańską i łączy się z Bramaputrą na terytorium Bangladeszu, tworząc największą na świecie deltę o powierzchni 80 tysięcy km². Do lewobrzeżnych dopływów Gangesu zaliczają się: Ramganga, Gomati i Ghaghra. Prawobrzeżny dopływ Gangesu stanowią m.in. Jamuna o długości 1384 km, a od południu z wyżyny Dekanu do Jamuny spływają Chambal i Betwa.
Brahmaputra jest drugą ważną rzeką kraju, która odwadnia północną część indyjskiego „dalekiego wschodu”. Brahmaputra wypływa z Tybetu, a w granicach Indii liczy 725 km. Półwysep Indyjski odwadniany jest przez gęstą sieć rzek spływających z wyżyny Dekanu i rozcinających stoki Ghatów Wschodnich i Zachodnich. Większość dużych rzek bierze swój początek w Ghatach Zachodnich i spływa ku wschodowi, uchodząc do Zatoki Bengalskiej. Największą z tych rzek jest Kryszna o długości 1400 km, a najdłuższą Godawari o długości 1465 km.
W Indiach jest niewiele jezior. W dolinach głównych rzek występują starorzecza, gdzie uformowały się jeziora. W Himalajach występują niewielkie jeziora polodowcowe i tektoniczne, m.in. Wular i Dal w Kaszmirze. W Radżastanie występują jeziora słone o zmiennej powierzchni. Znajduje się tam największe naturalne jezioro Indii – Sambhar. Innym dużym jeziorem jest lagunowy brachiczny zbiornik Czilika przy Zatoce Bengalskiej.
Cyrkulacja monsunowa sprawia, że Indie borykają się na przemian z klęskami powodzi i susz. Indie mają duże zasoby wód podziemnych, jednak ich rozmieszczenie jest bardzo nierównomierne.

## Gleby

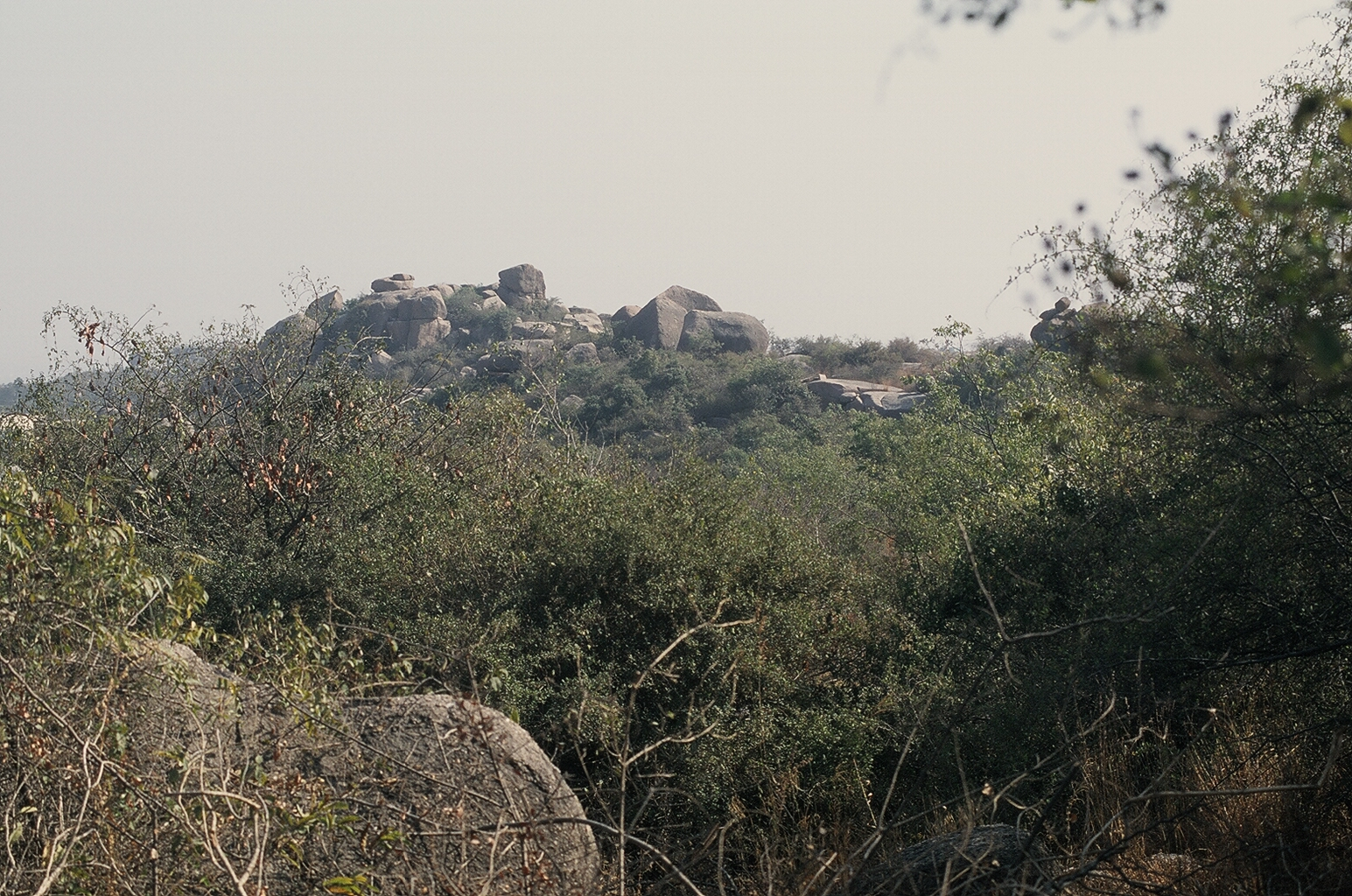
Wnętrze Dekanu

Układ glebonośny nawiązuje do budowy geologicznej kraju. Nizinę Hindustańską zajmują żyzne mady, czyli fluwisole. Gleby te zajmują także wąskie pasy na wschodnim i zachodnim wybrzeżu, oraz w dolinie Asamu. Aluwialne mady na Nizinie Hindustańskiej są jednymi z najbardziej żyznych na świecie, przez co są od wieków intensywnie użytkowane rolniczo. Na gleby aluwialne przypada 43% terytorium Indii. Charakterystycznymi glebami wyżyny Dekanu są wertisole występujące na pokrywach lawowych. Gleby te nazywane są reglerami i zajmują łącznie 14% powierzchni kraju. Pozostałe obszary Dekanu pokrywają gliniaste czerwonoziemy ferralitowe do których należą arkisole, alisole i liksisole. We wnętrzu Dekanu występują czarne gleby piaszczyste. Regiony gdy występują najwyższe opady uformowały się czerwonożółte gleby ferralitowe. Najuboższe w gleby są północno-zachodnie regiony kraju, gdzie występują obszary pustynne. Tereny te pokrywają yermosole i lotne piaski. W górach występują czarnoziemy oraz górskie kamblisole, a w wyższych partiach gór gleby są coraz płytsze, a w większości tych terenów występują jedynie nagie skały.
W wielu rejonach kraju problemem jest erozja gleb, która od początku lat 90. objęła około 18% gruntów ornych. Erozja gleb zaznaczyła się głównie w zachodnim Dekanie oraz na przedgórzu Himalajów. Średnio od 0,5 do 1% rocznie zwiększa się udział nieużytków w ogólnej powierzchni kraju. Przyczyną tego stanu rzeczy jest wylesianie i nadmierne nawadnianie.

## Flora

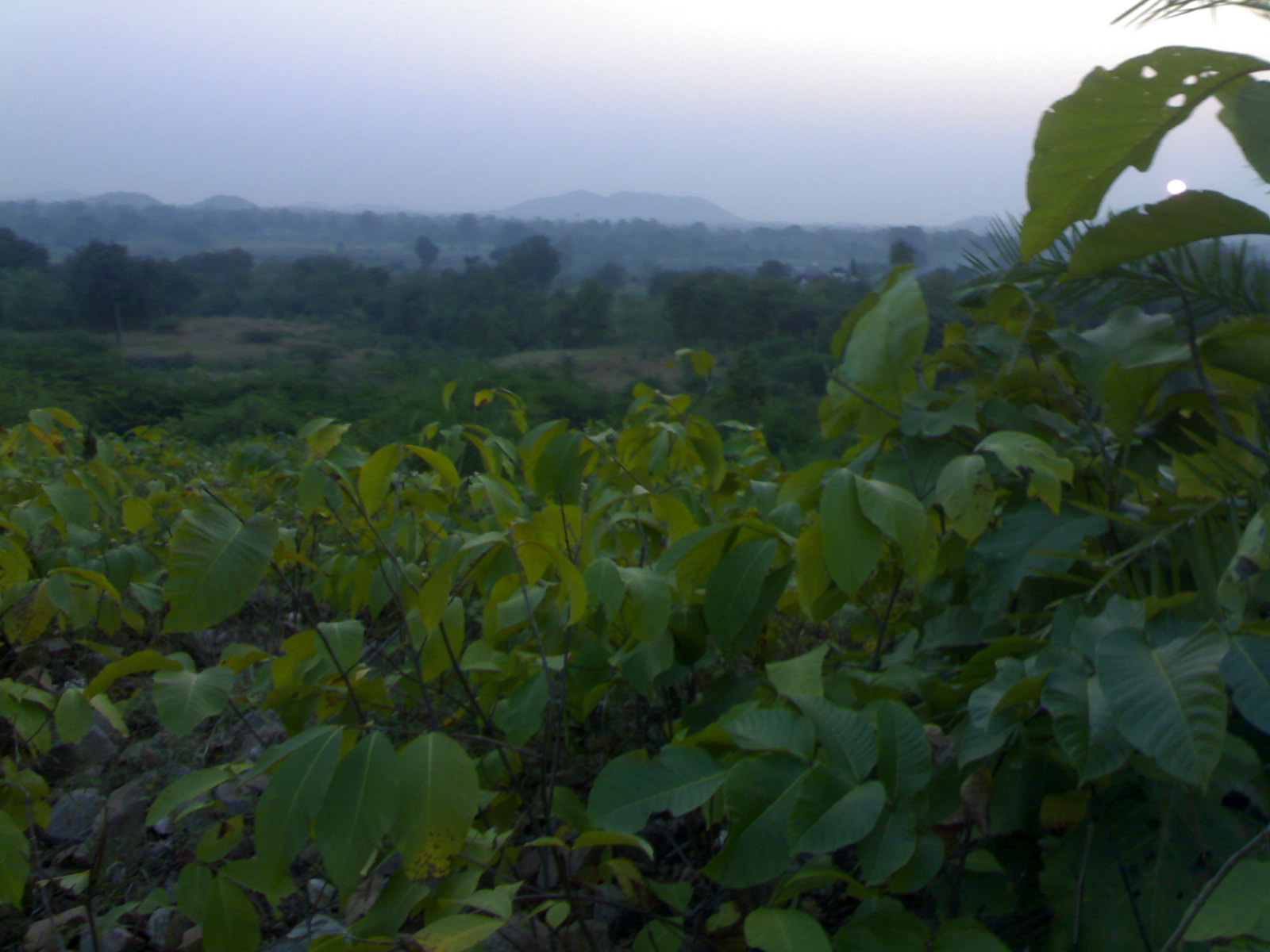
Lasy w Indiach

Roślinność Indii została silnie przekształcona na skutek wielowiekowej działalności człowieka. Miejsce większości naturalnych zbiorowisk roślinnych na obszarze Indii zajęły użytki rolne. Lasy pokrywają około 20% powierzchni kraju (ponad 650 tysięcy km²), ich powierzchnia zmniejsza się w ciągu roku o około 15 tysięcy km².
Obszary leśne koncentrują się w Himalajach, w prowincjach północno-wschodnich i na obrzeżach wyżyny Dekan. Prawie całkowicie bezleśne (poniżej 10%) są wykorzystywane rolniczo obszary Niziny Hindustańskiej i zachodniego Dekanu. Do tych obszarów wchodzą też pustynne fragmenty Radżastanu, a także pozbawiona opadów wysokogórska wschodnia część Kaszmiru i Dżammu. Tereny te są niemal pozbawione lasów.
W Indiach przeważają lasy monsunowe z drzewem tekowym, okresowo zrzucające liście. Na Wybrzeżu Malabarskim, w Ghatach Zachodnich i w Kotlinie Asamu rosną wilgotne, wiecznie zielone lasy równikowe. W południowej części delty Gangesu i Brahmaputry występują lasy namorzynowe. W południowych Himalajach rosną podzwrotnikowe lasy twardolistne z dziką oliwką, akacjami i pistacjami, które przechodzą w wyższych piętrach w lasy mieszane (głównie sosnowo-dębowe) oraz lasy iglaste z cedrem himalajskim, jodłą i świerkiem. Powyżej granicy lasu (3 000–3 500 m) znajdują się łąki alpejskie i stepy wysokogórskie. Suche wnętrze Dekanu porasta sawanna, gdzie rosną drzewa sandałowe i akacje. Poza drzewami we wnętrzu Dekanu rośnie wszelka roślinność sucholubna, głównie są to kolczaste zarośla. Północno-zachodnią część Niziny Hindustańskiej zajmuje roślinność półpustynna i pustynna na pustyni Thar.

## Fauna

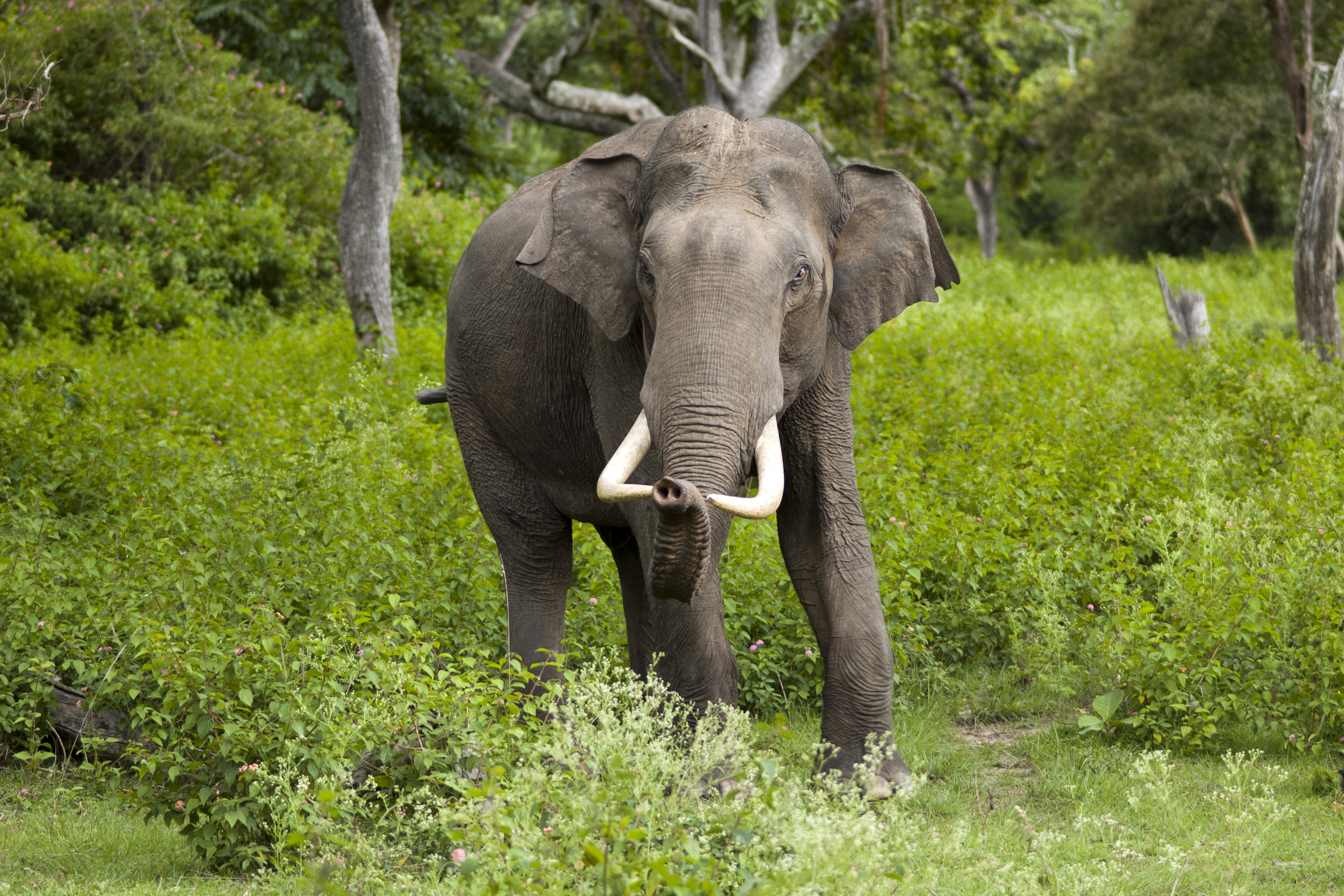
Słoń indyjski

Świat zwierzęcy Indii pod względem zoogeograficznym należy do krainy orientalnej. Jest szczególnie bogaty, w większości typowy dla wilgotnych lasów tropikalnych, terenów podmokłych, a także stepów. Fauna północnych Indii jest typowa dla Regionu Środkowoazjatyckiego. Ze ssaków kopytnych żyją tu: owca dzika, nachur, koziorożec syberyjski i udomowiona forma jaka. Duże drapieżniki reprezentują takie gatunki jak irbis i niedźwiedź himalajski, a z ptaków najbardziej okazałymi są sęp himalajski i orzeł przedni.
Region Przednioindyjski i Region Cejloński są regionami leżącymi na południe od Regionu Środkowoazjatyckiego i zajmują większą część kraju. Do największych ssaków tych obszarów należy rzadko już występujący słoń indyjski, który w tym kraju jest wykorzystany tak samo jak w Europie koń pociągowy. Poza nim żyją nosorożce indyjskie i sumatrzańskie oraz bawoły. Z drapieżników warto tu wymienić tygrysa i lamparta. Południowe krańce Indii są zamieszkiwane przez niedźwiedzia wargacza. Przedstawicielami ssaków naczelnych w Indiach są makaki i langury. Do ptaków należą przede wszystkim kuraki jak paw indyjski i kur bankiwa, od którego to właśnie pochodzą udomowione przez człowieka kury.
Poza drapieżnikami, takimi jak tygrys czy lampart, które mogą zabić człowieka, do niebezpiecznych gatunków należą także gady, jak słynna kobra zwana okularnikiem indyjskim, oraz pytony. Występują tu także jadowite gatunki pająków. Z owadów w Indiach utrapieniem są muchówki i komary, które w ogromnych chmarach pojawiają się tuż przed nastaniem monsunu letniego. W rzekach poza rybami, żyją żółwie takie jak batagur i kaczuga indyjska.

## Ochrona przyrody
Naturalne zbiorowiska roślinne i dzikie zwierzęta są chronione w 18 parkach narodowych, największe: Kaziranga i Manas w stanie Asam (wilgotny las równikowy z dziko żyjącym nosorożcem, tygrysem, słoniem), Park Jima Corbetta w Uttar Pradeś (lasy strefy podhimalajskiej), Kanha i Śiwpuri w Madhja Pradeś (lasy monsunowe), Perijar w Tamilnadu (lasy podrównikowe); w rezerwacie Gir na półwyspie Kathijawar (stan Gudźarat) jedyny w Azji obszar występowania lwa i lamparta. Tereny chronione w latach 90. zajmowały łącznie 4,4% terytorium Indii.